# Moulay Ali Cherif
Moulay Ali Cherif o Rissani (en àrab مولاي علي الشريف, Mūlāy ʿAlī ax-Xarīf; en amazic ⵔⵉⵙⵙⴰⵏⵉ) és un municipi de la província d'Errachidia, a la regió de Drâa-Tafilalet, al Marroc. Segons el cens de 2014 tenia una població total de 22.209 persones. Està situat entre Erfoud i Merzouga, trobant-se molt més proper del primer que del segon. Fou l'antiga capital de la regió de Tafilalet.
Hi destaca el mausoleu de Muley Ali Xerif, fundador de la dinastia alauita, que ha esdevingut un punt cultural, religiós i turístic de la ciutat.
D'altra banda, hi trobem els importants mercats d'animals, que es converteixen en un punt important de trobada i negoci pels habitants de tota la regió.

## Personatges il·lustres
- Israel Abuhatzeira